# Rhynchospora harveyi
Rhynchospora harveyi là loài thực vật có hoa trong họ Cói. Loài này được W.Boott miêu tả khoa học đầu tiên năm 1884.